# Dr. Holl
Dr. Holl é um filme alemão dramático de 1951? dirigido por Rolf Hansen. No Festival Internacional de Cinema de Berlim 1951 ganhou o prêmio de Certificado de Honra.

## Elenco
- Maria Schell como Angelika Alberti
- Dieter Borsche como Dr. Holl
- Heidemarie Hatheyer como Helga Roemer
- Carl Wery como Alberti
- Otto Gebühr como Professor Amriss
- Franz Schafheitlin como Professor Godenbergh
- Gerd Brüdern como Corvus
- Lina Carstens como Frau von Bergmann
- Claire Reigbert como Margret
- Adrian Hoven como Tonio
- Marianne Koch como Anna
- Gustav Waldau como Pfarrer